# Едаккал (печери)
Едаккал (англ. Edakkal) — печери, що знаходяться в індійському штаті Керала. Назва печер означає «камінь між ними». Печери розташовані біля гір Майсур на Малабарському узбережжі. У печерах знаходяться наскельні малюнки — петрогліфи, символи ще не розшифровані. Малюнки рідкісні у цій частині Індії.

Петрогліфи на стінах печери
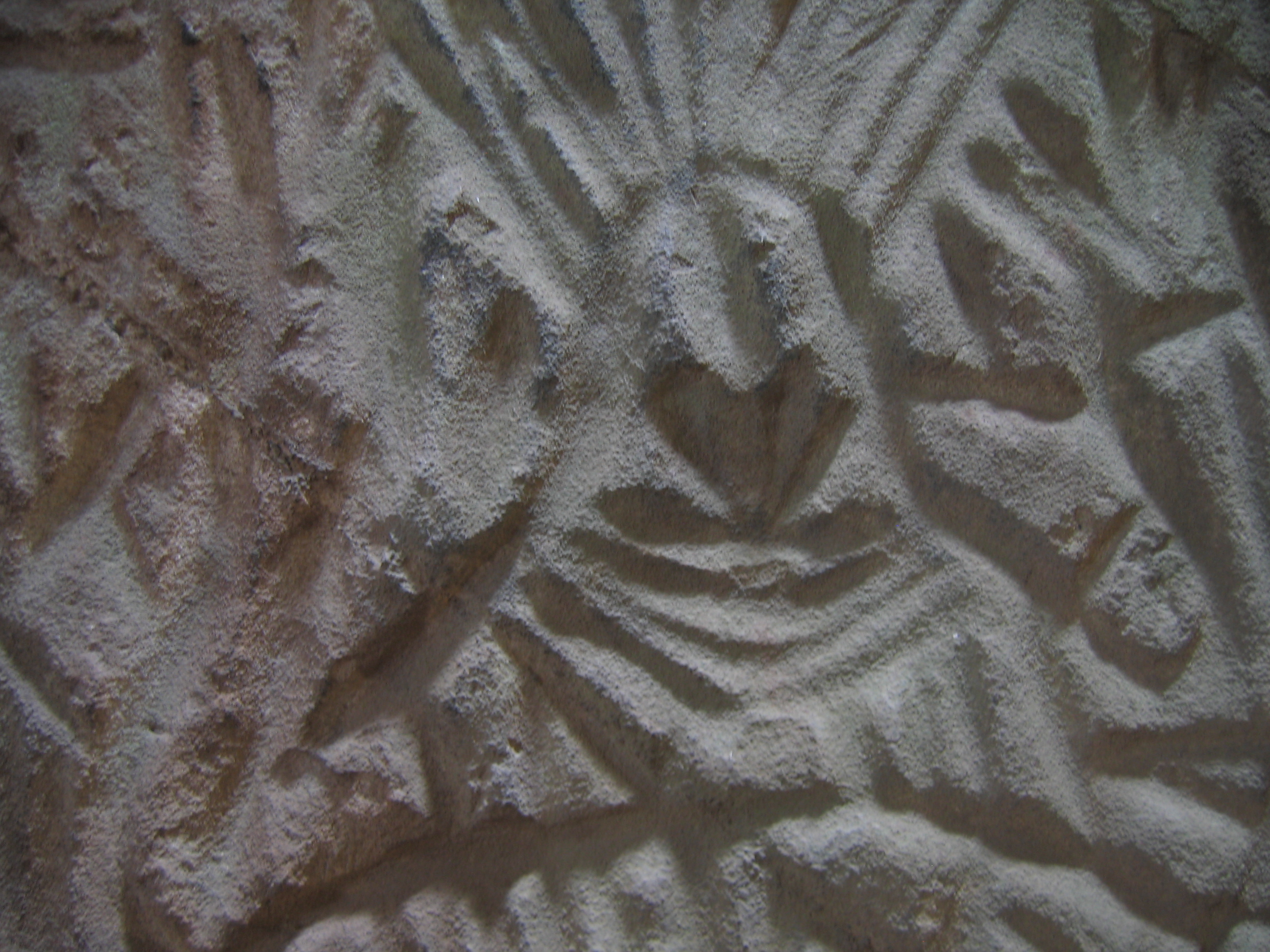
border
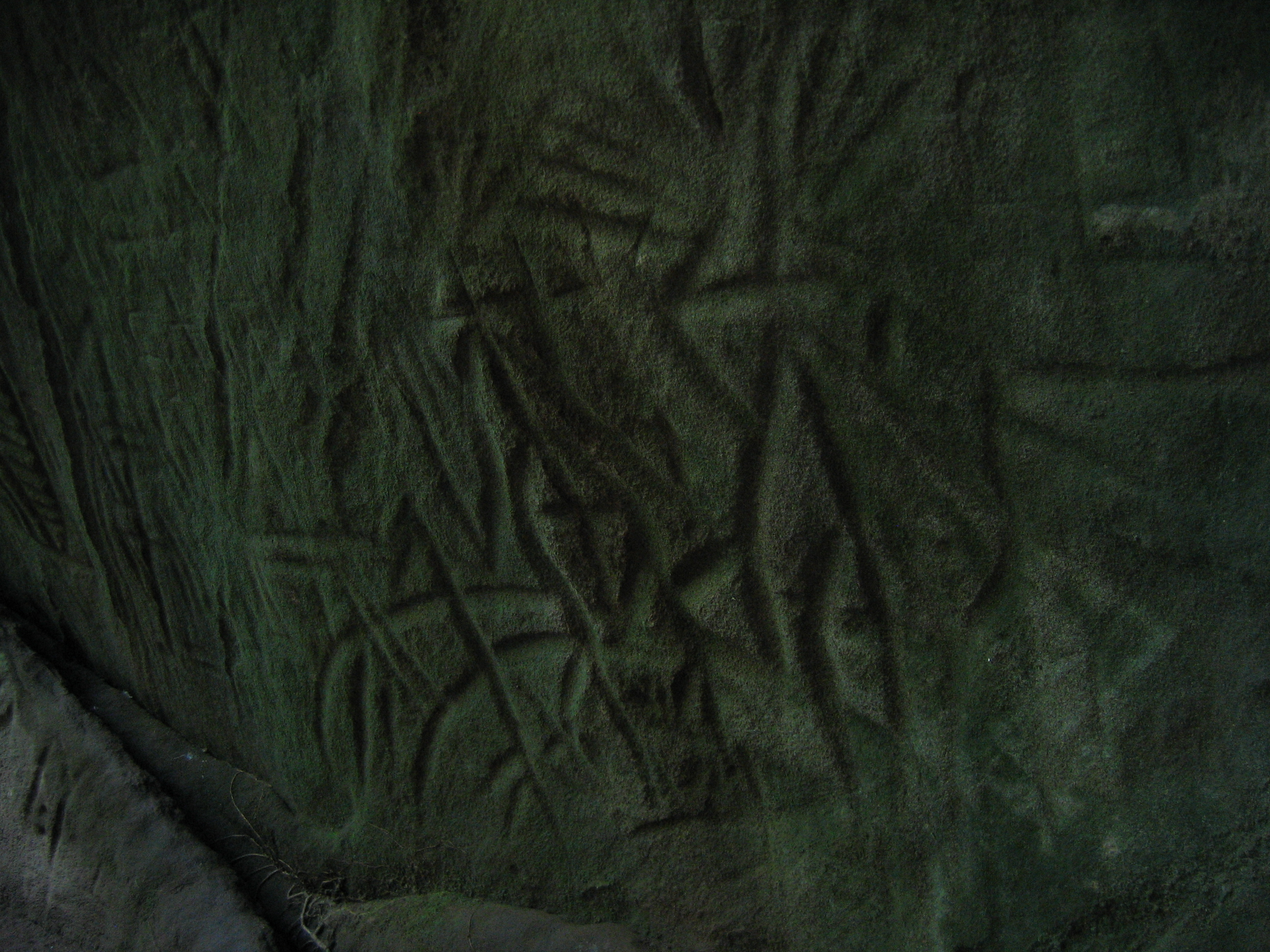
border
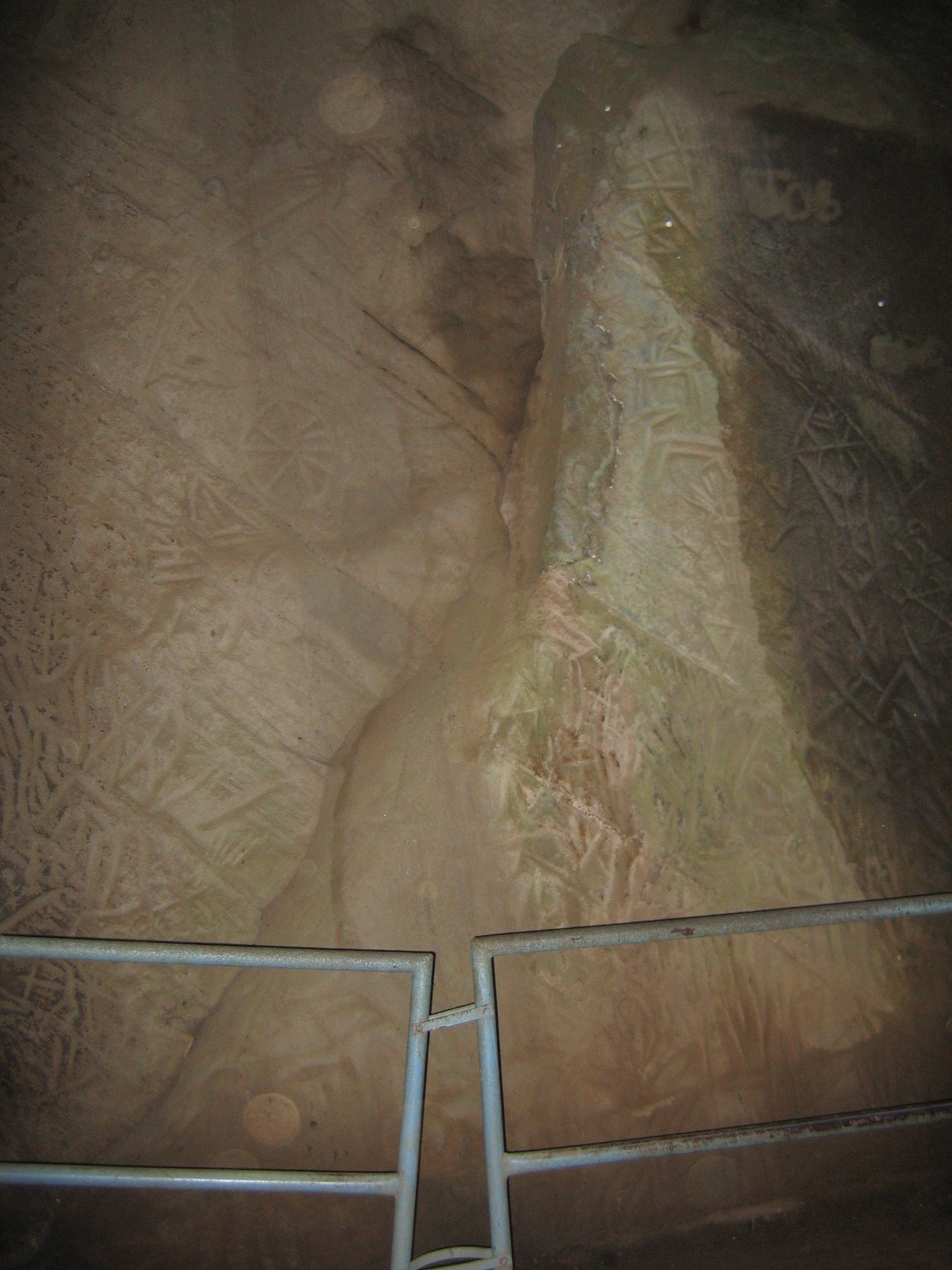
border
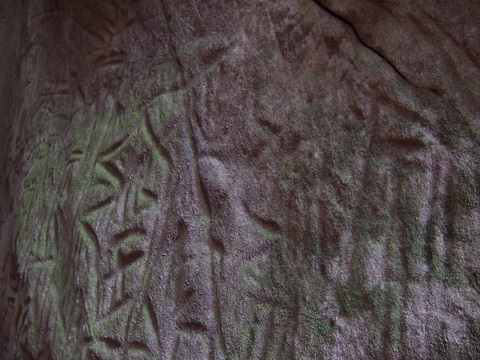
border